# Humber
Humber (wym. [ˈhʌmbər]; w starożytności Abus) – estuarium rzek Ouse i Trent na wschodnim wybrzeżu Anglii, uchodzące do Morza Północnego. Estuarium wyznacza granicę między hrabstwem East Riding of Yorkshire (historycznie Yorkshire) na północy, a Lincolnshire na południu. Długość 64 km, szerokość w najszerszym miejscu 13 km, wysokość pływów do 6,5 m. Główne porty nad Humber: Kingston upon Hull, Grimsby, Immingham.
Od otwartego morza estuarium częściowo odgrodzone jest przez mierzeję Spurn Head, stanowiącą przedłużenie półwyspu Holderness.
Jedyną stałą przeprawą przez estuarium jest most drogowy Humber Bridge, otwarty w 1981 roku. Wcześniej funkcjonowała przeprawa promowa.